# ERS

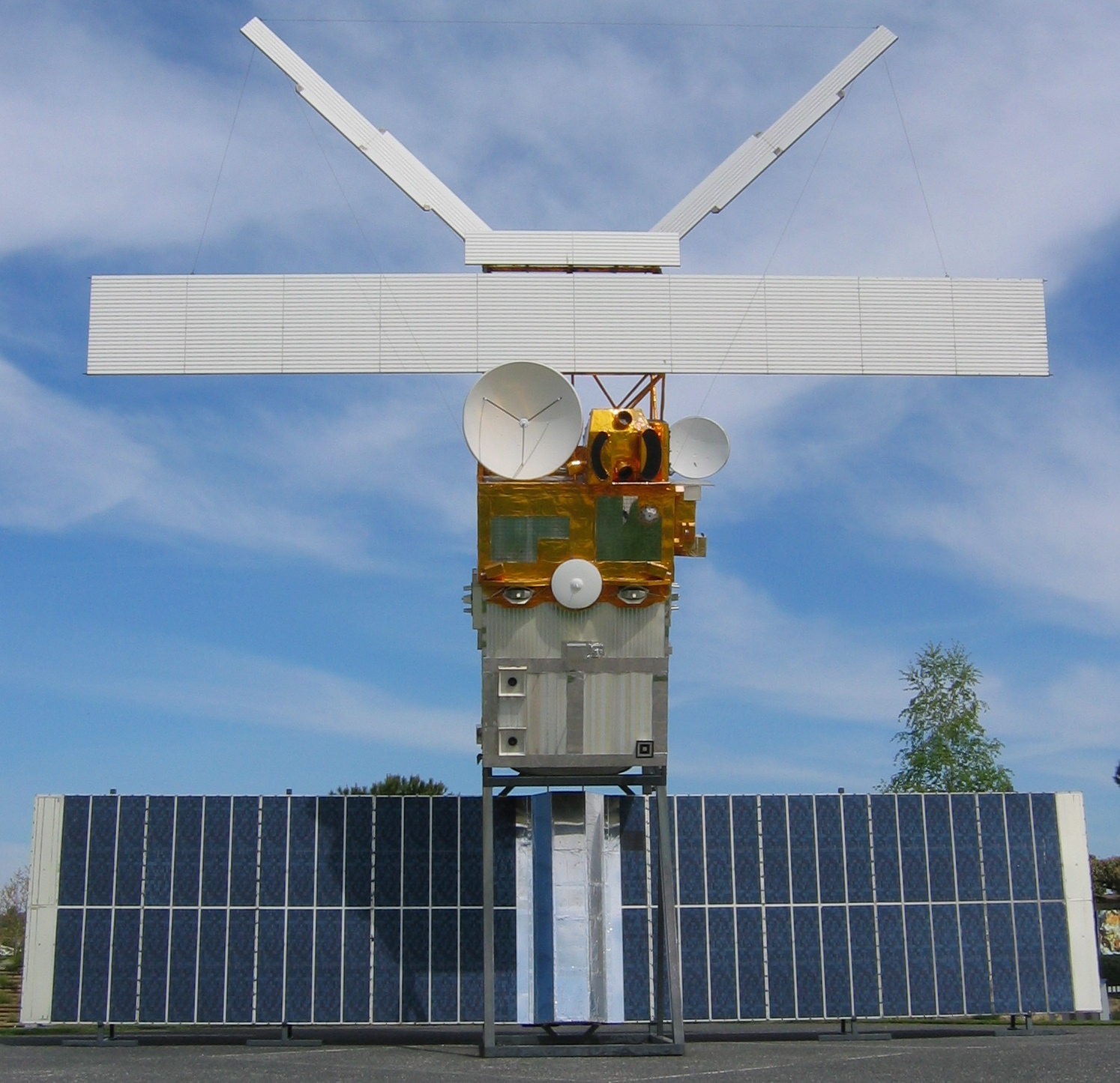
Повнорозмірна модель ERS-2.

ERS (англ. European Remote Sensing satellite, Європейський супутник дистанційного зондування) — перша супутникова програма Європейського космічного агентства для спостереження Землі з космосу з полярної орбіти. Він складався з двох супутників, ERS-1 і ERS-2, запущених в 1991 і 1995 роках відповідно.

## ERS-1
ERS-1 був запущений 17 липня 1991 року з Гвіанського космічного центру на борту ракети Ariane 4. Супутник був виведений на сонячно-синхронну полярну орбіту на висоті 782—785 км. ERS-1 вийшов з ладу 10 березня 2000 року після дев'яти років перебування на орбіті.

### Інструменти
ERS-1 мав ряд інструментів для спостереження за Землею, які збирали інформацію про Землю (сушу, воду, лід і атмосферу), використовуючи різні принципи вимірювання. Серед них:
- RA (англ. Radar Altimeter, радарний висотомір) — одночастотний радіолокаційний висотомір, що дивиться на надір, що працює в діапазоні Ku.
- ATSR-1 (англ. Along-Track Scanning Radiometer, радіометр зі скануванням уздовж треку) — 4-канальний інфрачервоний радіометр і мікрохвильовий ехолот для вимірювання температури на поверхні моря та у верхній частині хмар.
- SAR (англ. synthetic-aperture radar, радар із синтезованою апертурою), що працює в діапазоні C і може виявляти зміни висоти поверхні з точністю до міліметра.
- Wind Scatterometer (вітровий скатерометр) для розрахунку інформації про швидкість і напрям вітру.
- MWR (англ. Microwave Radiometer, мікрохвильовий радіометр[en]) для вимірювання атмосферної води та забезпечення поправки на атмосферну воду для висотоміра.

Щоб точно визначити свою орбіту, супутник включав обладнання PRARE (англ. Precision Range and Range-Rate Equipment, прецизійне обладнання для відстані і швидкості зміни відстані) і лазерний ретрорефлектор. PRARE вийшов з ладу незабаром після запуску. Пізніший аналіз прийшов до висновку, що збій стався через затримку пам'яті, спричинену радіацією. Ретрорефлектор використовувався для калібрування радіолокаційного висотоміра з точністю до 10 см.

### Місія
ERS-1 проходив різні фази місії з використанням 3-денних і 35-денних циклів повторення. Під час геодезичної місії ERS-1 проходив два довгих цикли по 168 днів, що еквівалентно одному 336-денному циклу. Геодезична місія дозволила створити точну карту батиметрії та геоїда Землі над морями за допомогою радіолокаційного висотоміра.
10 березня 2000 року система контролю орієнтації ERS-1 вийшла з ладу через несправність гіроскопа, і місію було офіційно оголошено завершеною.

## ERS-2
ERS-2 був запущений 21 квітня 1995 року на ракеті Ariane 4 з Гвіанського космічного центру ЄКА поблизу Куру, Французька Гвіана. Багато в чому ідентичний ERS-1, він мав покращені інструменти, в тому числі два нових:
- GOME (англ. Global Ozone Monitoring Experiment, глобальний експеримент з моніторингу озонового шару) — ультрафіолетовий і видимий спектрометр сканування найнижчого рівня.
- ATSR-2 (англ. Along-Track Scanning Radiometer, радіометр зі скануванням уздовж треку) включав 3 смуги видимого спектру, спеціалізовані для хлорофілу та рослинності.

Коли ERS-2 був запущений, ERS-1 мав ту саму орбітальну площину. Це дозволило апаратом працювати в тандемі, коли ERS-2 пройшов над тією самою точкою Землі на 1 день пізніше, ніж ERS-1.
ERS-2 працював без гіроскопів з лютого 2001 року, що призвело до деякого погіршення даних. 22 червня 2003 року бортовий накопичувач вийшов з ладу, в результаті чого інструменти працювали лише в межах видимості наземної станції. Після виходу з ладу стрічкового накопичувача були включені додаткові наземні станції, щоб збільшити можливості супутника зі збору даних. Wind Scatterometer і GOME залишались єдиними інструментами в своєму роді до запуску MetOp-A і Envisat відповідно.
Наступником ERS-2 став супутник Envisat, запущений 1 березня 2002 року. Envisat містив покращені версії багатьох приладів ERS-2. Однак навіть після запуску його наступника термін експлуатації ERS-2 був продовжений до 2011 року, коли було прийнято рішення завершити місію. Після серії запусків двигуна в липні, серпні та вересні ERS-2 остаточно вичерпав своє паливо 5 вересня 2011 року. О 13:16:38 батареї були відключені і супутник виведений з експлуатації. Космічний апарат залишили на такій орбіті, на якій він мав, відповідно до міжнародних стандартів, протягом 25 років увійти в атмосферу Землі та безпечно розпастися.
На останніх етапах спорожнення паливних баків було підраховано, що вони стануть порожніми після 40-хвилинного вмикання двигуна 2 вересня 2011 року. Однак космічний корабель витримав і цей маневр, і другий 40-хвилинний маневр 3 вересня. 5 вересня було розпочато третій маневр, і паливні баки остаточно спорожнилися.
У лютому 2024 року ESA повідомило, що очікується, що ERS-2 неконтрольовано повернеться в атмосферу між 16 і 22 лютого 2024 року.
Супутник увійшов в атмосферу о 17:17 UTC, 21 лютого, над Тихим океаном, між Аляскою та Гаваями. Інструмент TIRA дозволив відслідкувати вхід та згоряння супутника в атмосфері. Виявлено, що сонячні батареї відділились днем раніше та рухались незалежно, що могло зумовити взаємодію супутника з атмосферою у непередбачений спосіб.